# American Dream
American Dream (Originaltittel: Breakfast of Champions) er en amerikansk filmudgave instrueret af Alan Rudolph fra 1999 baseret på romanen Mestrenes morgenmad eller farvel blå mandag af Kurt Vonnegut. I hovedrollen medvirker Bruce Willis.

## Handling
Filmen foregår i Midland City, en opdigtet by et sted i midtvesten. Dwayne Hoover (Bruce Willis) er en succesfuld bilforhandler. Selvom han er godt respekteret i byen lider han af selvmordstanker. Hans elskerinde (Glenne Headly) er pillemisbruger, hans bedste ven (Nick Nolte) elsker at gå i dametøj og springer ud som transvestit på tv, hans hund hader ham og hans søn Bunny (Lukas Haas) er homoseksuel natklubsanger. En dag møder Dwayne den skøre science-fiction forfatter Kilgore Trout (Albert Finney), som hurtigt vender op og ned på hele hans tilværelse.
Omar Epps spiller rollen som Wayne Hoobler, en fængselsløsladt, der prøver at arbejde på Dwaynes plads.

## Medvirkende
- Bruce Willis som Dwayne Hoover
- Nick Nolte som Harry LeSabre
- Albert Finney som Kilgore Trout
- Glenn Headly som Francine Pefko
- Barbara Hershey som Celia Hoover
- Lukas Haas som George "Bunny" Hoover
- Omar Epps som Wayne Hoobler
- Owen Wilson som Monte Rapid

## Fakta om filmen
- Fire af Willis medspillere fra Armageddon (1998), Michael Clarke Duncan, Ken Campbell, Owen Wilson og Will Patton, medvirker som biroller i filmen.
- Meget af filmen blev optaget i og omkring Twin Falls, Idaho i USA.
- Kurt Vonnegut har en one-line cameo som tv-reklamefilm instruktør.